# Mundur pustynny

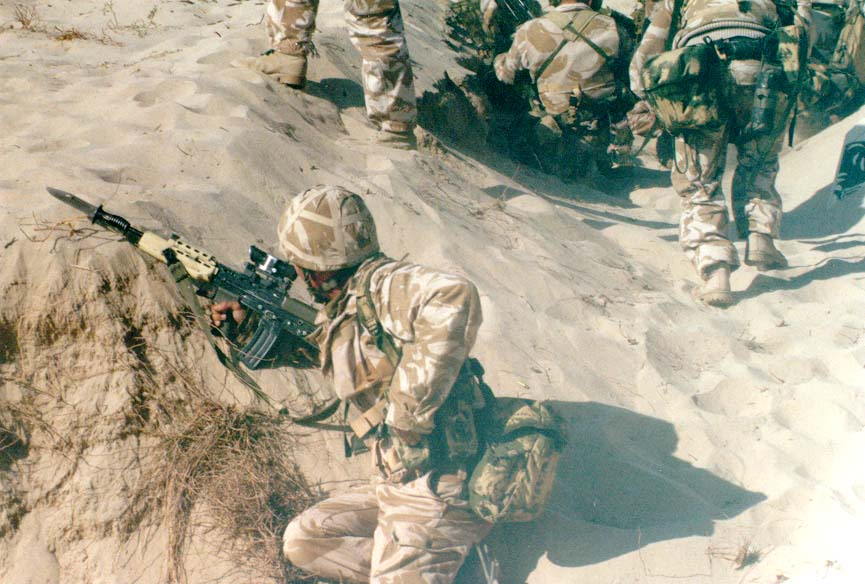
Brytyjscy żołnierze w mundurach pustynnych

Mundur pustynny - lżejsza, wykonana zazwyczaj z tkaniny rip-stop (lub z innej o wysokiej oddychalności) wersja munduru polowego. Kamuflaż jest dostosowany do warunków pustynnych. Wiele armii świata posiada własne wzory kamuflażu pustynnego, zarówno przeznaczonego na pustynię skalistą, jak i piaszczystą.